# Aulacigaster leucopeza
Aulacigaster leucopeza – gatunek muchówki z podrzędu krótkoczułkich i rodziny Aulacigastridae.
Gatunek ten opisany został w 1830 roku przez Johanna Wilhelma Meigena.
Muchówka o ciele głównie czarnym, długości około 3 mm. Na czarniawobrązowym czole ma mniej więcej prosty srebrny pas oraz poprzeczną, pomarańczową przepaskę o długości mniejszej niż połowa odległości między płytkami półksiężycowatymi a przednimi przyoczkami. Na ciemieniu znajduje się błyszcząca kropka, sięgająca od przyoczka do połowy odległości do krawędzi oka. U żywych okazów na oczach złożonych widnieją poprzeczne pręgi zielonej barwy. Czułki są jasnożółte do żółtawych, przyciemnione na grzbietowej krawędzi lub całej grzbietowej połowie. Pierwszy człon ich biczyka jest węższy niż szerokość twarzy na wysokości pseudowibrysów. Twarz jest żółta z brązowym znakiem. Głaszczki mają barwę białą. Na tułowiu tarczka jest trapezowata i lekko wyniesiona, a szczecinki środkowe grzbietu ustawione w dwóch rzędach. Śródplecze i postpronotum mają ten sam kolor. Przezmianki są na większej części białe. Odnóża są dwubarwne: żółtawe i brązowe lub czarne. Samca charakteryzuje bark gęstego oszczecinienia epandrium oraz od 0,3 do 0,4 raza dłuższy od brzusznej krawędzi epandrium surstylus nieco zwężony ku zaokrąglonemu szczytowi. Przysadki odwłokowe samca są grube i pośrodku nabrzmiałe.
Larwy jak i imagines żerują na ranach i na wyciekającym soku drzew z rodzajów: brzoza, dąb, kasztanowiec, topola i wiąz. Szczególnie częste są wiosną na soku brzozowym. Samice składają jaja na soku od maja. Larwy pierwszego i drugiego stadium spotyka się od czerwca do sierpnia, a trzeciego stadium od środka lipca do końca sierpnia. Imagines bywają przywabiane przez piwo i wino.
Jaja mają jajowaty kształt, 0,5 mm długości i 0,2 mm szerokości oraz chorion z wyniesionymi, podłużnymi żeberkami i delikatną siateczką mikrorzeźby o strukturze plastra miodu. Larwy pierwszego stadium mają do 1,6 mm długości, przejrzysty oskórek i pozbawione są wyodrębnionej głowy. Ich odwłok jest ośmiosegmentowy, przy czym pierwszych 7 segmentów ma na spodzie poduszeczki lokomocyjne, wyposażone w trzy rzędy kolców. Drugie stadium larwalne osiąga od 1,9 do 4,1 mm długości i od poprzedniego różni się przede wszystkim obecnością przetchlinek na przedtułowiu. Larwy trzeciego stadium dorastają do 6 mm, są bardziej spłaszczone grzbietobrzusznie i mają zatartą segmentację odwłoka. Jasnobrązowe puparium ma od 4 do 4,5 mm długości i 1,4 mm szerokości. Jego powierzchnię pokrywają kutykularne kolce, a przetchlinki przedtułowiowe są wywrócone i wystają ponad powierzchnię soku w którym zanurzona jest puparium.
Owad palearktyczny, znany z Austrii, Danii, Francji, Hiszpanii, Izraela, Mongolii, Niemiec, Polski, Szwajcarii, Szwecji, Węgier, Wielkiej Brytanii i Włoch. W Polsce jest jedynym przedstawicielem swojej rodziny.